# Васильчиков Олександр Олексійович
Олександр Васильчиков (30 вересня 1832, Санкт-Петербург, Російська імперія – 11 травня 1890, с. Коралово, Звенигородський повіт, Московська губернія) — історик і мистецтвознавець, письменник українського походження. Правнук гетьмана К. Розумовського. Дійсний статський радник (1879), гофмейстер (1888), в 1879—1888 — директор Імператорського Ермітажу. Збирач матеріалів про правління Петра І. 

## Біографія
Народився в Санкт-Петербурзі в родині онука гетьмана Кирила Розумовського, сенатора Олексія Васильчикова. По матері — двоюрідний брат письменника Володимира Соллогуба, по батькові — онук Ганни Розумовської. Шурин московського міського голови Володимира Черкаського.
Хрещений 23 жовтня 1832 в Ісаакієвському соборі графом Олександром Рібоп'єром і бабусею Є. Архаровою. Васильчиков завжди пам'ятав про своє походження від Кирила Розумовського і збирав документи з історії роду Розумовських, якого вже не існувало на той час в Російській імперії. Результати своїх досліджень він видав у п'яти томах під назвою «Сімейство Розумовських» (1880 — 1894).
Навчався у 1-й Московській гімназії. Закінчив юридичний факультет Московського університету (1855). Служив при російському посольстві в Італії, а потім при російському посольстві в Карлсруе. 
Влітку 1865 був поручителем на церемонії одруження Антона Рубінштейна. У 1871 придбав і почав перебудовувати для свого сімейства підмосковну садибу Коралово.
У 1879 — 1889 — директор Імператорського Ермітажу (одного з найбільших і найвизначніших музеїв світу; С.-Петербург) і одночасно з 1882 по 1886 — голова Імператорської археологічної комісії (1882 – 1886). Перебував у відомстві закордонних справ. Був добре знайомий з музеями Європи та займався питаннями мистецтва. Знайшов дотепний спосіб розширювати колекції Ермітажу шляхом передачі до музею творів мистецтва з імператорських палаців: так, з Петергофа були передані 22 картини, серед яких «Давид і Йонатан» Рембрандта. Поповнилося античне зібрання, до якого в 1884 влилася унікальна колекція танагрських терракотів Петра Сабурова, а в 1888 — колекція античних пам'яток Антоніни Блудової.
У 1885 в Парижі у Олександра Базилевського була куплена чудова колекція творів прикладного мистецтва Середньовіччя і Відродження. Це придбання послужило поштовхом для утворення в музеї нового відділення. Одночасно Ермітаж збагатився колекцією зброї з Царськосельського арсеналу. Під час директорства Васильчикова в Ермітажі почали працювати видатні вчені: єгиптолог Володимир Голенищев, археолог Гангольф Кізерицький, що склав рукописний каталог зібрання Відділення старожитностей; знавець візантійського мистецтва Никодим Кондаков і історик мистецтва Андрій Сомов, який очолив у 1886 картинну галерею.
До 1886 матеріальне становище Олександра Васильчикова значно погіршилося, він більше не міг виконувати зобов'язання перед своїми кредиторами, серед яких був, зокрема, Московський земельний банк. Про масштаб проблеми свідчить той факт, що імператором Олександром III з метою встановлення особливого порядку погашення боргів був виданий указ, що затверджує положення Комітету міністрів про заснування опікунського управління над майном і справами Олександра Васильчикова.

## Шлюб та діти
Дружина (28.07.1858, Париж) — графиня Ольга Олсуф'єва (1835 — 1915), донька московського губернатора графа Василя Олсуф'єва (1796 — 1858) і Марії Спірідової (1800 — 1878).
Доньки: Марія (16.05.1859; Рим — 1934) і Олександра (1860 — 1927; одружена з Л. Милорадовичем), сини: Олексій (1862 — 1900), Павло (11.02.1865 — 1941), Петро (1867 — 1879) — всі вони після революції поїхали закордон; з решти нащадків в Російській імперії відома донька Павла, Катерина Васильчикова (1906 — 1994): з 1921 жила в родині Ю. Олсуф'єва, заарештованого в 1928 у справі «антирадянської групи чорносотенних елементів» разом з Павлом Флоренським, в 1946 повернула голову Сергія Радонезького патріарху Алексію I після відкриття Троїце-Сергієвої лаври.

## Твори
- Надав важливу послугу російській іконографії виданням словника російських портретів («Liste alphabetique de portraits russes», Спб,1871, два тома);
- Відомий також як автор обширного, незакінченого історичного твору «Сімейство Розумовських»: в 5 т., Спб, 1880—1894.
- О портретах Петра Великого. М.,1872.
- Новые приобретения Императорского Эрмитажа//Вестник изящных искусств. — 1883. — Т.1— Выпуск 1.

Помер у с. Коралово Звенигородського повіту Московської губернії.